# آرامگاه صمدیه
بقعه صمدیه مربوط به دوره صفوی است و در نطنز، محله صمدیه، جنب سه راه اخوان واقع شده و این اثر در تاریخ ۱۰ خرداد ۱۳۸۲ با شمارهٔ ثبت ۹۰۴۸ به‌عنوان یکی از آثار ملی ایران به ثبت رسیده است.